# Filmjahr 1914
Liste der Filmjahre

◄◄ | ◄ | 1910 | 1911 | 1912 | 1913 | Filmjahr 1914 | 1915 | 1916 | 1917 | 1918 | ► | ►►

Weitere Ereignisse

## Ereignisse

### Vereinigte Staaten

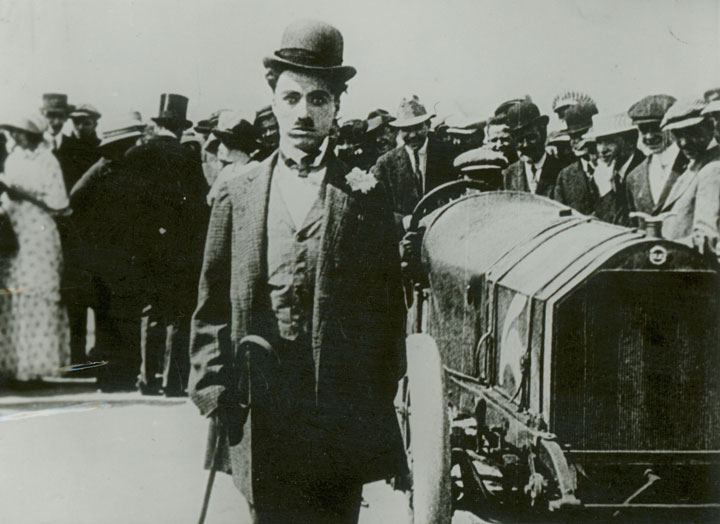
Chaplin als Tramp in Mabel’s Busy Day

- Charles Chaplin nimmt seine Tätigkeit bei den Keystone Studios auf. Anfang Januar beginnen die Dreharbeiten zu seinem ersten Film Making a Living unter der Regie von Henry Lehrman, der am 2. Februar Premiere hat. Am 7. und 9. Februar werden die Filme Kid Auto Races at Venice (Seifenkistenrennen in Venice), der am 10. Januar in nur 45 Minuten fertiggestellt worden ist, und Mabel’s Strange Predicament (Mabel in peinlicher Lage) veröffentlicht, in denen Chaplin erstmals in der Rolle des Tramps zu sehen ist. Danach folgen mehrere Filme mit Mabel Normand, wobei Chaplin jedoch immer wieder Probleme mit den Regisseuren sowie der Hauptdarstellerin hat. Am 4. Mai erscheint sein Regieerstling Caught in the Rain.

- 8. Februar: Der Kurzfilm Gertie the Dinosaur von Winsor McCay hat seine Uraufführung im Palace Theater in Chicago. Die Titelfigur gilt als die erste echte Zeichentrickfigur, die dem Trickfilm zu seinem kommerziellen und künstlerischen Durchbruch verhilft.
- Mitte Februar: The Squaw Man, der erste Film von Cecil B. DeMille und der erste abendfüllende Western der Filmgeschichte, hat seine Uraufführung. Die Hauptrolle spielt Dustin Farnum, zweiter Regisseur ist Oscar Apfel.
- Die US-amerikanische Regisseurin Lois Weber ist die erste Frau, die einen Langfilm inszeniert. Der Kaufmann von Venedig hat im Februar Premiere.

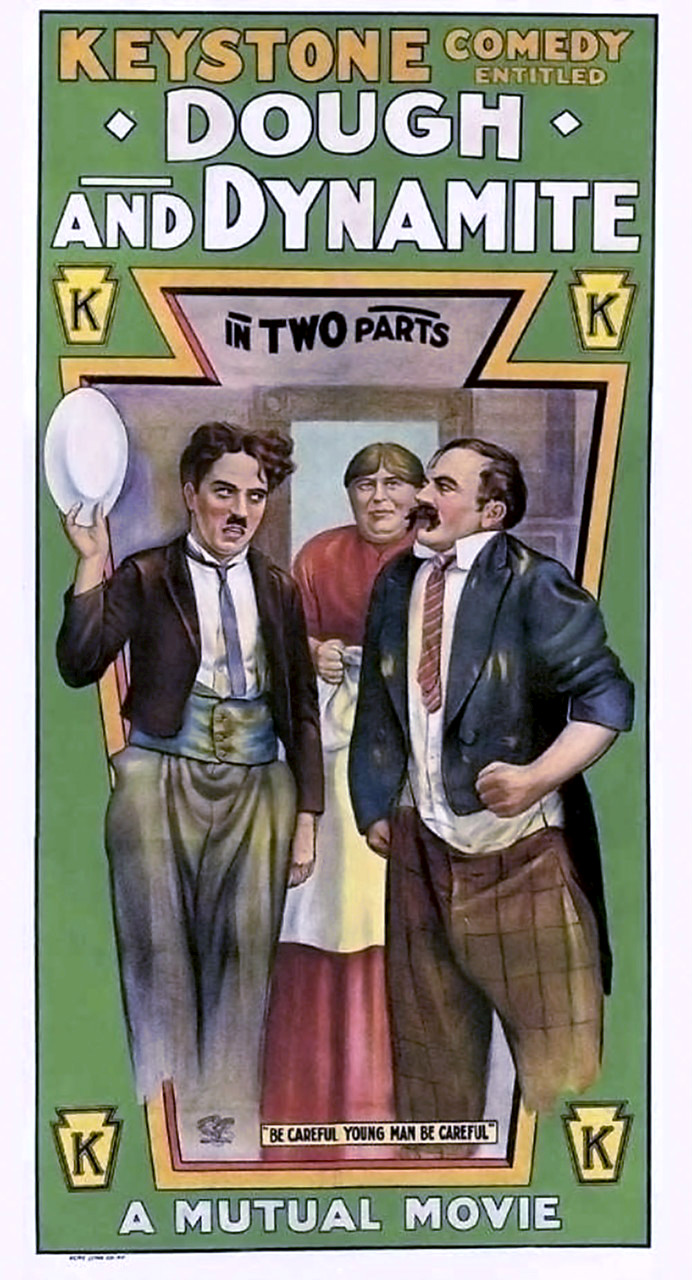
Filmplakat zu Dough and Dynamite

- 26. Oktober: Der Film Dough and Dynamite von und mit Charles Chaplin erscheint.
- 14. November: Mack Sennetts Spielfilm Tillie's Punctured Romance (Tillies gestörte Romanze) mit Marie Dressler, Charles Chaplin und Mabel Normand hat seine Uraufführung. Er gilt als die erste abendfüllende Filmkomödie der Vereinigten Staaten.
- Ende des Jahres endet Charlie Chaplins Engagement bei den Keystone Studios nach 35 Filmen, weil sie sich auf seine erhöhten Honorarforderungen nicht einlassen wollen. Im November unterschreibt Chaplin einen Vertrag bei dem von den Filmpionieren George K. Spoor und Gilbert M. Anderson geführten Unternehmen Essanay.

- In New York City wird mit dem Strand Theatre das mit 3300 Sitzplätzen damals größte Kino der Welt eröffnet.
- Das Filmstudio Paramount Pictures wird in Hollywood gegründet.

### Österreich-Ungarn
- 22. Mai: Der erste Propaganda-Dokumentarfilm Österreichs wird in den Kinos aufgeführt: Unsere Kriegsflotte. Herstellerin ist die von Erich Pommer vor kurzem gegründete W. A. F. – die „Wiener Autorenfilms“-Produktionsgesellschaft.
- September: Mit dem Kriegs-Journal der Wiener Kunstfilm erscheint die erste Kriegswochenschau Österreich-Ungarns. Wenige Wochen später folgt der direkte Konkurrent, die Sascha Filmindustrie, mit einer eigenen Kriegswochenschau (Österreichischer Kino-Wochenbericht vom nördlichen und südlichen Kriegsschauplatz, später der Einfachheit halber: Sascha-Kriegswochenbericht)

### Deutschland
- 3. Januar: Die deutsche Stummfilmkomödie Engelein von Regisseur Urban Gad mit Asta Nielsen in der Hauptrolle wird trotz Verbots durch die Zensur in drei Berliner Kinos uraufgeführt, was einen Skandal verursacht, zu Geldstrafen führt und die Presse gegen die Zensur aufbringt. Nach drei Tagen lenken die Zensoren ein und geben den Film frei, belegen ihn aber mit Jugendverbot.
- Am 13. März hat der Detektivfilm Die geheimnisvolle Villa von Joe May seine Uraufführung. Es ist der erste Film einer erfolgreichen Krimireihe mit dem Gentleman-Detektiv Stuart Webbs, der nach dem Vorbild von Sherlock Holmes die schwierigsten Kriminalfälle löst. Bis 1930 erscheinen über 40 Filme in der Serie, in denen meist Ernst Reicher die Titelrolle spielt.

### Weitere Ereignisse weltweit

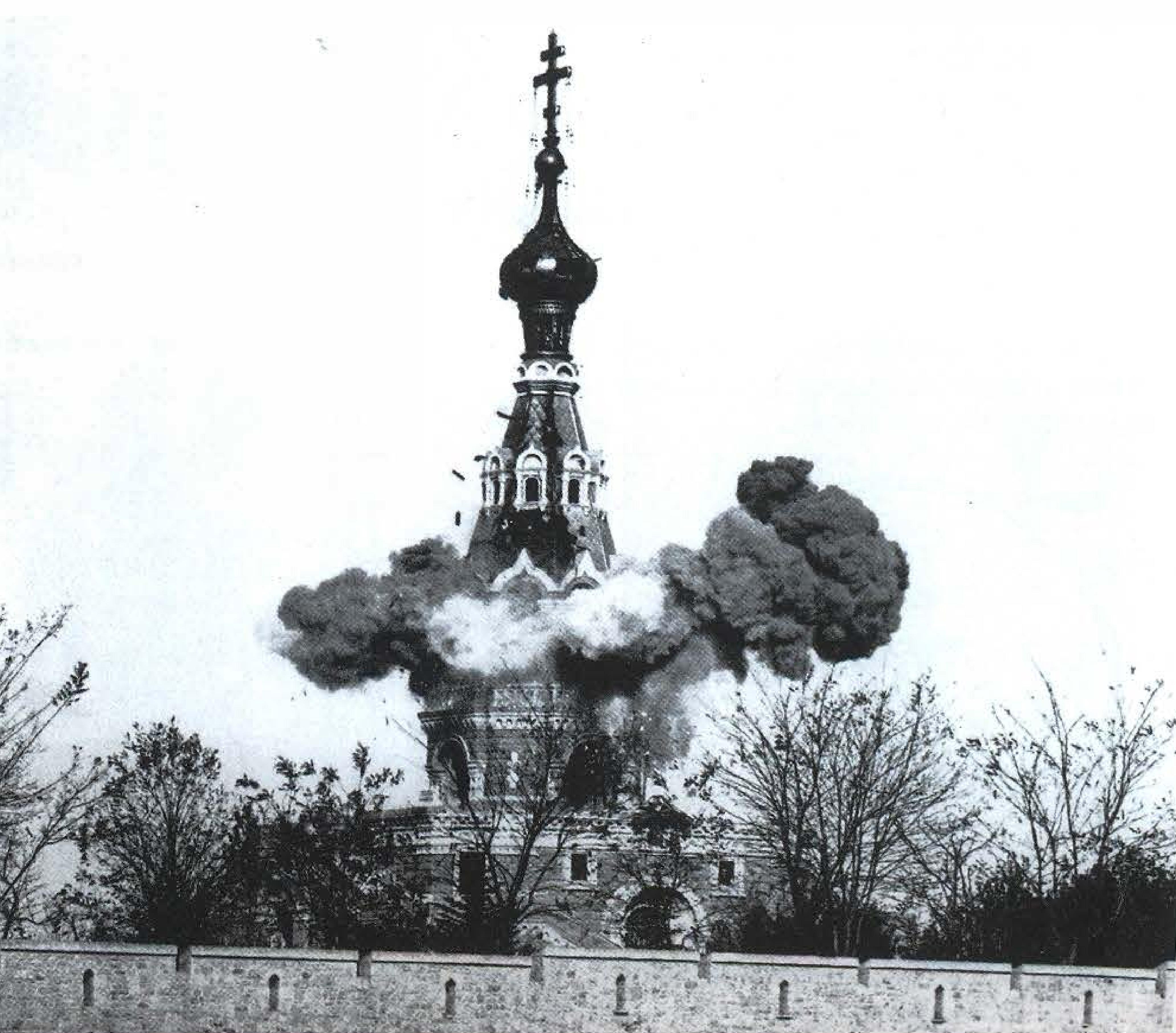
Fotografie der Sprengung des russischen Denkmals in San Stefano

- 14. November: Mit Ayastefanos'daki Rus Abidesinin Yıkılışı (dt.: Die Zerstörung des russischen Denkmals in San Stefano) (Regie: Fuat Uzkınay) wird der erste türkische Film uraufgeführt.

### Erfolgreichste Filme
Die acht erfolgreichsten Filme an den US-amerikanischen Kinokassen nach Einspielergebnis.
| Platz | Filmtitel             | Einspielergebnis in US-Dollar |       |
| ----- | --------------------- | ----------------------------- | ----- |
| 1.    | The Spoilers          | 1.000.000                     | [ 1 ] |
| 2.    | Dough and Dynamite    | 130.000                       | [ 2 ] |
| 3.    | The Virginian         | 111.518                       | [ 2 ] |
| 4.    | Rose of the Rancho    | 87.028                        | [ 2 ] |
| 5.    | The Man from Home     | 62.091                        | [ 2 ] |
| 6.    | What’s His Name       | 61.560                        | [ 2 ] |
| 7.    | The Call of the North | 52.284                        | [ 2 ] |
| 8.    | The Ghost Breaker     | 50.136                        | [ 2 ] |

## Geboren

### Januar bis März
- 05. Januar: George Reeves, US-amerikanischer Schauspieler († 1959)
- 17. Januar: Irving Brecher, US-amerikanischer Drehbuchautor († 2008)
- 17. Januar: Howard Marion-Crawford, britischer Schauspieler († 1969)
- 24. Januar: Georges Cravenne, französischer Produzent († 2009)
- 30. Januar: John Ireland, US-amerikanischer Schauspieler († 1992)

- 03. Februar: Mary Carlisle, US-amerikanische Schauspielerin und Sängerin († 2018)
- 08. Februar: Demofilo Fidani, italienischer Regisseur († 1994)
- 15. Februar: Kevin McCarthy, US-amerikanischer Schauspieler († 2010)
- 17. Februar: Arthur Kennedy, US-amerikanischer Schauspieler († 1990)
- 17. Februar: Wayne Morris, US-amerikanischer Schauspieler († 1959)
- 20. Februar: Peter Rogers, britischer Produzent († 2009)
- 21. Februar: Zachary Scott, US-amerikanischer Schauspieler († 1965)
- 22. Februar: Joy Harington, britische Schauspielerin und Produzentin († 1991)
- 26. Februar: Robert Alda, US-amerikanischer Schauspieler († 1986)

- 02. März: Hansi Knoteck, österreichische Schauspielerin († 2014)
- 02. März: Martin Ritt, US-amerikanischer Regisseur († 1990)
- 07. März: Morton DaCosta, US-amerikanischer Regisseur († 1989)
- 13. März: Olaf Pooley, britischer Schauspieler und Drehbuchautor († 2015)
- 27. März: Budd Schulberg, US-amerikanischer Drehbuchautor († 2009)
- 30. März: Alexander Trojan, österreichischer Schauspieler († 1992)

### April bis Juni

Alec Guinness (* 2. April)

- 02. April: Sir Alec Guinness, britischer Schauspieler († 2000)
- 12. April: Gilbert Taylor, britischer Kameramann († 2013)
- 16. April: John Hodiak, US-amerikanischer Schauspieler († 1955)
- 19. April: Archie Savage, US-amerikanischer Tänzer und Schauspieler († 2003)

- 10. Mai: Charles McGraw, US-amerikanischer Schauspieler († 1980)
- 17. Mai: Guido Masanetz, deutscher Komponist († 2015)
- 21. Mai: John Hubley, US-amerikanischer Zeichentrickfilmer († 1977)
- 24. Mai: Lilli Palmer, deutsche Schauspielerin († 1986)
- 24. Mai: George Tabori, ungarisch-britischer Dramatiker und Drehbuchautor († 2007)

- 11. Juni: Edwin O’Donovan, US-amerikanischer Artdirector und Szenenbildner († 2000)
- 14. Juni: Gisèle Casadesus, französische Schauspielerin († 2017)
- 30. Juni: Erna Sander, deutsche Kostümbildnerin († 1991)

### Juli bis September
- 01. Juli: Michael Wilson, US-amerikanischer Drehbuchautor († 1978)
- 08. Juli: Helene Whitney, US-amerikanische Schauspielerin († 1990)
- 21. Juli: Suso Cecchi D’Amico, italienische Drehbuchautorin († 2010)
- 22. Juli: Charles Regnier, deutscher Schauspieler († 2001)
- 25. Juli: Woody Strode, US-amerikanischer Schauspieler († 1994)
- 27. Juli: Gusti Huber, österreichische Schauspielerin († 1993)
- 27. Juli: Miles White, US-amerikanischer Kostümbildner († 2000)
- 30. Juli: Elisabeth Scherer, deutsche Schauspielerin († 2013)

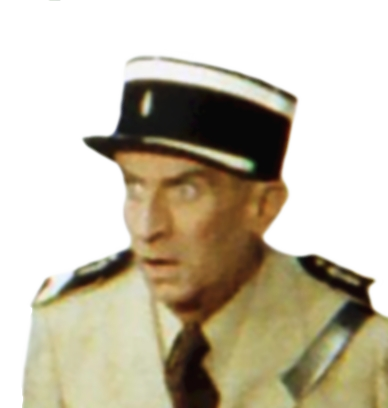
Louis de Funès (* 31. Juli)

- 31. Juli: Louis de Funès, französischer Schauspieler († 1983)

- 01. August: J. Lee Thompson, britischer Regisseur († 2002)
- 02. August: Charlotte Schreiber-Just, deutsche Schauspielerin († 2000)
- 02. August: Beatrice Straight, US-amerikanische Schauspielerin († 2001)
- 10. August: Ken Annakin, britischer Regisseur († 2009)
- 13. August: Gudrun Genest, deutsche Schauspielerin und Synchronsprecherin († 2013)
- 18. August: Andrea Leeds, US-amerikanische Schauspielerin († 1984)
- 27. August: Heidi Kabel, deutsche Schauspielerin († 2010)
- 31. August: Richard Basehart, US-amerikanischer Schauspieler († 1984)

- 05. September: Stuart Freeborn, britischer Maskenbildner († 2013)
- 07. September: Lída Baarová, tschechische Schauspielerin († 2000)

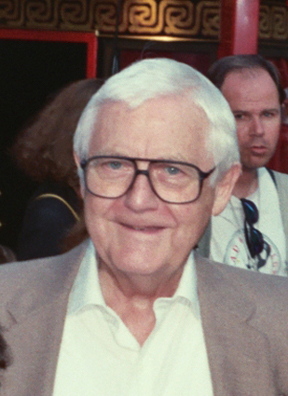
Robert Wise (* 10. September)

- 10. September: Robert Wise, US-amerikanischer Regisseur († 2005)
- 12. September: Desmond Llewelyn, britischer Schauspieler († 1999)
- 14. September: Pietro Germi, italienischer Regisseur († 1974)
- 15. September: Will Quadflieg, deutscher Schauspieler († 2003)
- 18. September: Jack Cardiff, britischer Kameramann und Regisseur († 2009)
- 22. September: Siegfried Lowitz, deutscher Schauspieler († 1999)
- 24. September: Andrzej Panufnik, polnischer Komponist († 1991)
- 27. September: Rolf Mamero, deutscher Schauspieler und Sprecher († 1988)

### Oktober bis Dezember
- 03. Oktober: Ray Stark, US-amerikanischer Produzent († 2004)
- 07. Oktober: Michele Gandin, italienischer Kurzfilmdokumentarist und Filmjournalist († 1994)
- 17. Oktober: Jean Parédès, französischer Schauspieler und Sänger († 1998)
- 19. Oktober: Juanita Moore, US-amerikanische Schauspielerin († 2014)
- 25. Oktober: Max Eckard, deutscher Schauspieler († 1998)
- 26. Oktober: Jackie Coogan, US-amerikanischer Schauspieler († 1984)
- 30. Oktober: Marina von Ditmar, deutsch-baltische Schauspielerin († 2014)

- 02. November: Ray Walston, US-amerikanischer Schauspieler († 2001)
- 03. November: Leo Bardischewski, deutscher Schauspieler und Synchronsprecher († 1995)
- 03. November: Gyula Trebitsch, deutsch-ungarischer Produzent († 2005)
- 06. November: Jonathan Harris, US-amerikanischer Schauspieler († 2002)
- 07. November: Walter Seltzer, US-amerikanischer Produzent († 2011)

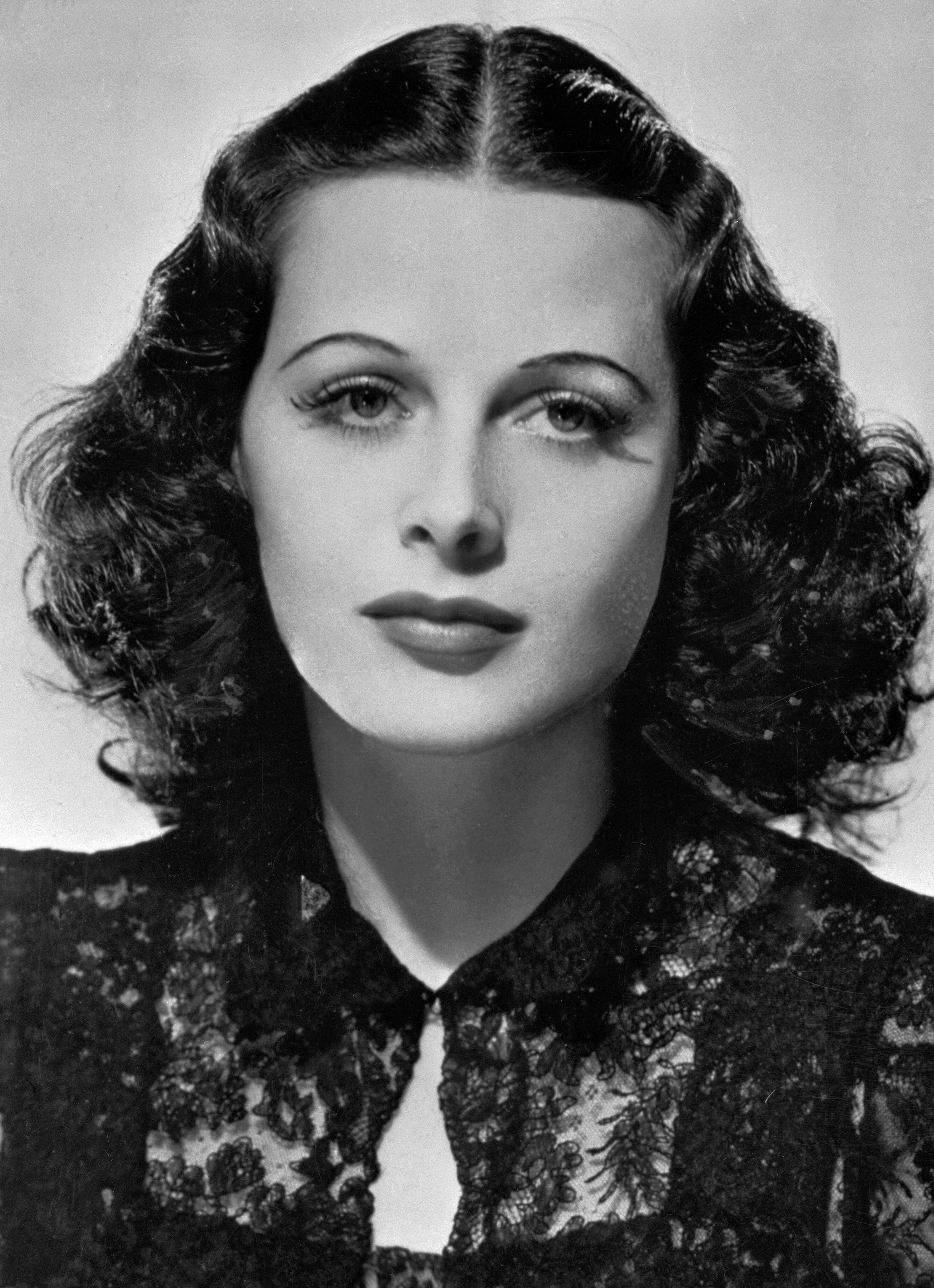
Hedy Lamarr (* 9. November)

- 09. November: Hedy Lamarr, österreichisch-US-amerikanische Schauspielerin († 2000)
- 13. November: Henri Langlois, französischer Filmarchivar und Gründer der Cinémathèque Française († 1977)
- 13. November: Alberto Lattuada, italienischer Regisseur († 2005)

- 02. Dezember: Adolph Green, US-amerikanischer Drehbuchautor († 2002)
- 09. Dezember: Walter Jokisch, deutscher Schauspieler († 1984)

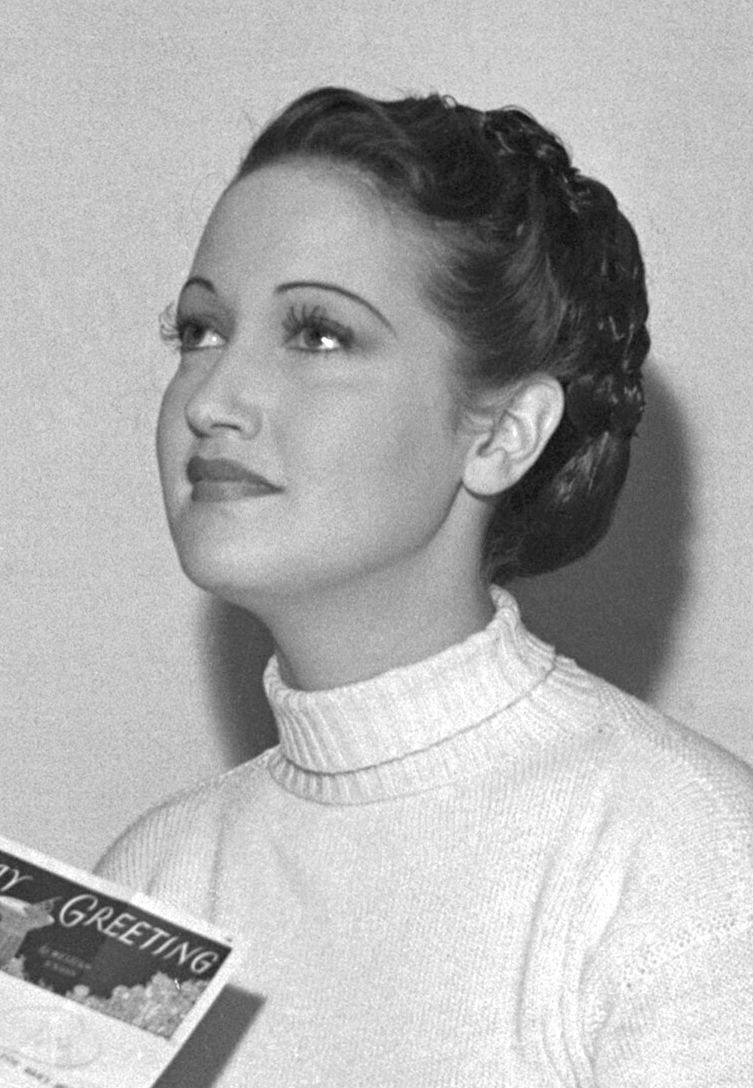
Dorothy Lamour (* 10. Dezember)

- 10. Dezember: Dorothy Lamour, US-amerikanische Schauspielerin († 1996)
- 10. Dezember: Astrid Henning-Jensen, dänische Regisseurin († 2002)
- 13. Dezember: Larry Parks, US-amerikanischer Schauspieler († 1975)
- 21. Dezember: Eustace Lycett, US-amerikanischer Spezialeffektkünstler, († 2006)
- 24. Dezember: Dorothy Hyson, US-amerikanische Codebrecherin und Schauspielerin († 1996)
- 24. Dezember: Herbert Reinecker, deutscher Drehbuchautor († 2007)
- 25. Dezember: Konrad Georg, deutscher Schauspieler († 1987)

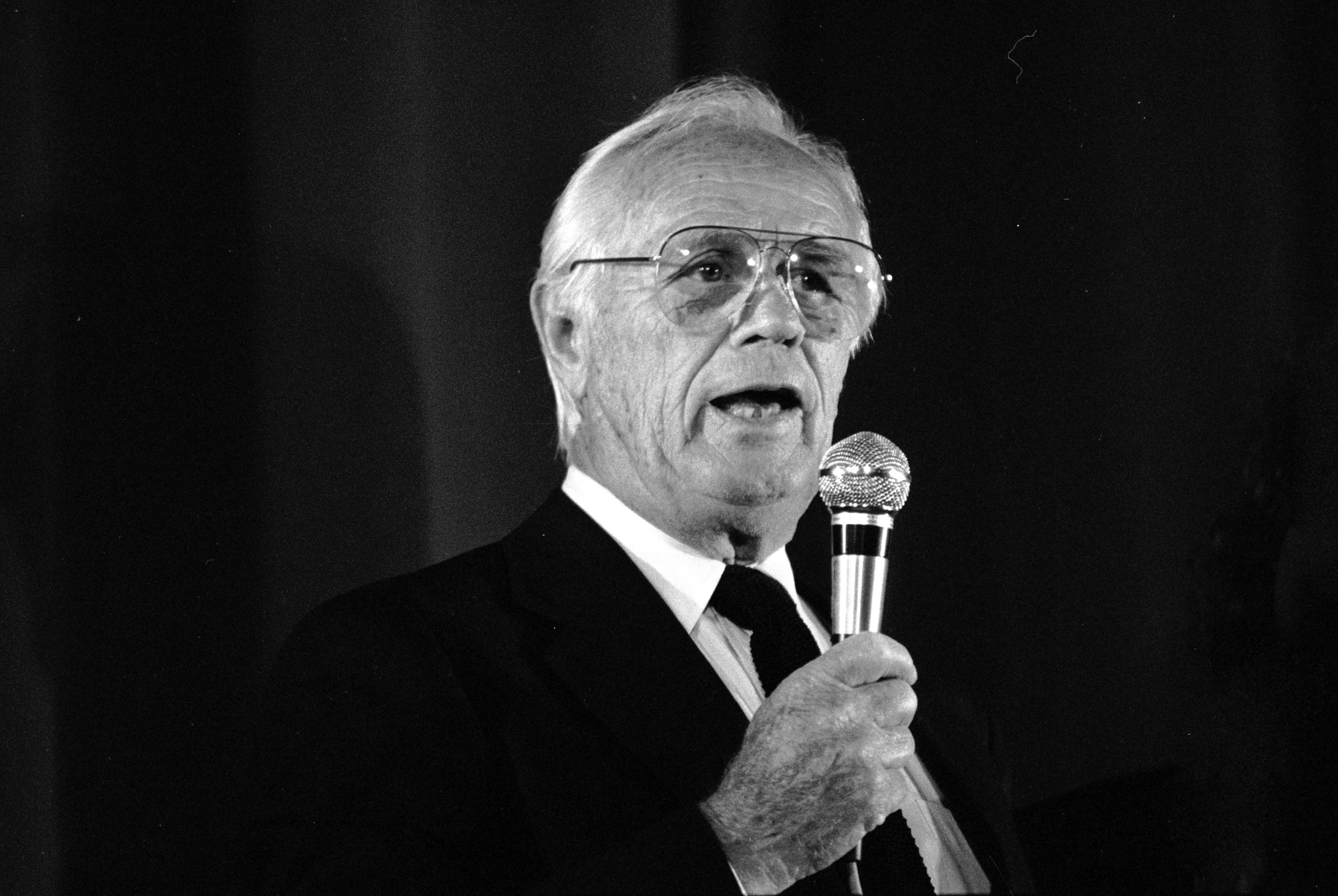
Richard Widmark (* 26. Dezember)

- 26. Dezember: Richard Widmark, US-amerikanischer Schauspieler († 2008)
- 27. Dezember: Giuseppe Berto, italienischer Drehbuchautor († 1978)
- 29. Dezember: Alfred Vohrer, deutscher Regisseur († 1986)
- 30. Dezember: Jo Van Fleet, US-amerikanische Schauspielerin († 1996)

## Gestorben
- 10. Oktober: Johann Schwarzer, österreichischer Filmpionier (* 1880)
- 14. November: Stellan Rye, dänischer Drehbuchautor und Regisseur (* 1880)